# Labastide-Gabausse
Labastide-Gabausse település Franciaországban, Tarn megyében. Lakosainak száma 538 fő (2022. január 1.). Labastide-Gabausse Blaye-les-Mines, Combefa, Mailhoc, Monestiés, Saint-Benoît-de-Carmaux, Taïx és Virac községekkel határos.

## Népesség
A település népességének változása:
| Lakosok száma | 471  | 491  | 515  | 512  | 510  | 513  | 521  | 529  | 538  |
|               | 2013 | 2015 | 2016 | 2017 | 2018 | 2019 | 2020 | 2021 | 2022 |